# Museo del Circolo Artistico Politecnico
Il MUSAP - Museo Artistico Politecnico è un museo italiano con sede a Napoli, presso il palazzo del Cardinale Zapata, in piazza Trieste e Trento n. 48.

## Storia
Sul finire del secolo romantico la città partenopea, reduce da varie e multiformi esperienze storiche, artistiche e culturali, si trovò ad essere un grande incubatore di iniziative e aggregazioni sociali. Il 22 dicembre 1888, in casa di Edoardo Dalbono, alcuni gentiluomini e artisti napoletani, tra cui F. Cortese, A. Mancini V. Montefusco, D. Morelli, T. Solari, il marchese Tommasi, F. Netti, fondarono un circolo sociale denominato Società Napoletana degli Artisti ed a presiedere il sodalizio venne eletto Giuseppe Caravita di Sirignano. In breve tempo il circolo divenne il luogo di incontro più ricercato da artisti ed uomini di cultura.
Nel 1910 il sodalizio si fuse con il Circolo Forense di Enrico Pessina e con il Circolo Politecnico di Ubaldo Masoni. Questa unione prese il nome di Circolo Artistico Politecnico ed il Principe di Sirignano venne rinnovato nella carica di presidente.
Dopo alcuni spostamenti in vari palazzi della città, il Circolo, nel 1912, presieduto dall'on. Luigi Maria Foschini, trovò la sua collocazione ideale nel seicentesco edificio di Piazza S. Ferdinando, attuale Piazza Trieste e Trento, ex foresteria di Palazzo Reale e sede del Cardinale Zapata, Viceré di Napoli. I soci costituirono con capitali personali una apposita società (A.R.S. soc. anonima per azioni) ed acquistarono l'immobile al fine di ottenere per il sodalizio una dimora stabile. Nella nuova sede i soci trasferirono raccolte d'arte, librarie, fotografiche, documentali e gli arredi storici acquisiti nel corso degli anni dal 1888 al 1922. L'architetto G.B. Comencini realizzò la sala delle feste (oggi sala Comencini).
Nel 1961 il Circolo aveva ormai un'attività consolidata e florida grazie anche all'attivismo dei vari presidenti succedutisi negli anni e si provvide ad ampliare la sede con l'acquisto di un ulteriore appartamento tramite una nuova società, sempre con capitali versati dai soci (Poliars Spa) ed alla ristrutturazione dei nuovi spazi. Sotto la presidenza di Armando Caruso nacque il periodico “L'Artistico”, che catturò l'attenzione del mondo della cultura e dell'arte e diede spazio espositivo alle mostre in Giappone e in America, la Compagnia Stabile di prosa, la Scuola d'Arte Drammatica e il Teatro dei Giovani, che forgiò autori e attori per la Rai e per le compagnie teatrali (la più nota quella di Eduardo De Filippo) e l'Accademia Napoletana di Scacchi con i suoi Maestri nazionali e internazionali.
Nel corso degli anni si succedettero numerosi presidenti. Dopo Armando Caruso, vennero eletti il prof. Luigi Cariota Ferrara, il prof. Nicola Cariota Ferrara, l'avv. Antonio Landolfi, il dott. Adriano Gaito, l'avv. Mario Del Vecchio e poi nuovamente il dott. Adriano Gaito. Ciascuno di loro ha profuso il proprio impegno affinché l'attività sociale contribuisse al consolidamento e alla diffusione della cultura in città. Nel corso della presidenza Gaito c'è stato poi un ulteriore impulso alla vita sociale. La maggior parte dei locali sono stati ristrutturati, riportandoli all'originale splendore (specie la sala Comencini) e sono stati creati il museo pittorico e scultoreo (Caravita di Sirignano), la biblioteca (F.Russo) e la Fototeca.
Nel 1988, inoltre, su impulso del presidente Gaito e dalla volontà di tutti i soci, nacque l'Associazione “Circolo Artistico Politecnico”, dotata di personalità giuridica. I soci donarono all'Associazione l'immobile, la pinacoteca da privata divenne Museo, che insieme alla biblioteca fu aperto alla pubblica fruibilità. Il museo fu inserito tra i musei privati di interesse regionale.
Nel 2008 è stato riconosciuto al Museo e alla Biblioteca il titolo di “Beni culturali di particolare interesse regionale”.
Nel 2011, all'Archivio storico è stato riconosciuto lo status di “Archivio di Interesse Storico Particolarmente Importante”, dal Ministero dei Beni culturali, Soprintendenza Archivistica e dalla Direzione regionale per i Beni culturali e paesaggistici della Campania.
Nel 2013, inoltre, è partito in stretta collaborazione con la Cattedra di Museologia dell'Università Federico II di Napoli il progetto “Percorso museale” che ha l'obiettivo di donare al territorio anche la fruibilità virtuale del patrimonio storico culturale dell'Associazione.
Tutt'oggi la Fondazione, anche se nel difficile contesto territoriale, conserva il connotato di centro di servizi artistico-culturale-sociali, spazio di scambio di differenti culture e di formazione, organizzando e promuovendo, senza alcuna sovvenzione pubblica, idonee manifestazioni culturali, oltre ad essere grande “custode” di una completa produzione storica-artistica-letteraria del novecento napoletano.
In occasione del centenario dalla Fondazione "Circolo Artistico Politecnico" , ha tramutato la raccolta artistica in Museo e lo ha dedicato al primo presidente eletto Giuseppe Caravita Principe di Sirignano. La struttura, situata al secondo piano del palazzo, accoglie pitture e sculture risalenti all'Ottocento e al Novecento napoletano, una fototeca, una biblioteca ed un archivio storico.

## Il museo
MUSAP: Museo Artistico Politecnico, è un Museo rappresentativo dell'800 Napoletano e frutto di una raccolta sviluppata nel tempo dai soci e testimonianza di uno dei secoli più floridi di Napoli. 
È lo strumento creato dalla Fondazione Circolo Artistico Politecnico Onlus per offrire al Territorio, ai napoletani, ai ricercatori, ai turisti il considerevole patrimonio artistico e culturale che la Fondazione ha raccolto e valorizzato nell’arco di tre secoli di storia dall’800 ad oggi.
La magnifica collezione, con 520 dipinti, 80 sculture, 5500 fotografie, 4700 volumi, reperti documentali, strumenti musicali e arredi d’epoca, consente di ricostruire la storia di Napoli, in un viaggio immaginifico dalla Belle Epoque all’arte contemporanea.
Storici talenti e personalità eccellenti, non solo napoletane, hanno consentito la creazione di MUSAP: uno spazio dove accoglienza e generosità sono la chiave per vivere a regola d’arte.
Immergersi nelle preziose sale di MUSAP è come tuffarsi in un luogo fuori dal tempo. Camminando tra stucchi e lampadari di cristallo è possibile ancora sentire l’eco delle discussioni che animavano questi ambienti.
l Museo abbraccia l'intera sede, nella quale ebbero vita L'Accademia Napoletana di Scacchi, la Scuola di Arte Drammatica (la prima nata a Napoli), e il Teatro dei Giovani, sbocco lavorativo per i migliori allievi. 
Di notevole pregio è la sala realizzata nel 1912, in perfetto stile liberty, dall'arch. Giovan Battista Comencini. Molto caratteristica anche La Farmacia, piccola sala antecedente, che conserva ancora le caricature dei soci e dei vasi dipinti a tema, espressioni del caustico spirito sociale dei suoi frequentatori. Della collezione fanno parte opere pittoriche e scultoree di molti dei migliori artisti attivi a Napoli dall'Unità in poi, come: Domenico Morelli, Vincenzo Gemito, Francesco Saverio Altamura, Edoardo Dalbono, Mario Borgoni, Giovanni Battista Crema, Gaetano Esposito, Salvatore Postiglione, Luca Postiglione, Vincenzo Caprile, Francesco Jerace, Achille D'Orsi, Luigi De Luca, Saverio Gatto, Vincenzo Irolli, Eugenio Viti, Paolo Vetri, Giuseppe De Sanctis, Paolo Emilio Passaro, Angelo Brando, Nicolas De Corsi, Giovanni Panza, Filippo Cifariello, Carlo Siviero, Alfonso Simonetti, Nicola Biondi, Gaetano Bocchetti, Arnaldo De Lisio, Rubens Santoro, Antonio Bresciani, Nicola Ciletti, Francesco Galante e altri ancora.

## La fototeca
La nostra Fototeca è ospitata in una sala dalla bellezza storica intatta, dove, attraverso ritratti fotografici, si possono incrociare gli sguardi di grandi personaggi e artisti, che hanno partecipato alla vita dell'Associazione sin dal 1888. Una raccolta rarissima di oltre 200 foto, selezionate fra le oltre 3550 del nostro fondo fotografico. Tutte le foto scelte sono corredate da esclusive dediche originali dei soggetti ritratti.

## La biblioteca
È dedicata al socio Ferdinando Russo, poeta, giornalista e soprattutto autore di molte canzoni del patrimonio classico napoletano. Nella biblioteca sono conservati oltre 3500 volumi, che raccolgono scritti e pensieri a partire dal 1678 (fra i nostri piccoli tesori, c'è anche la prima edizione dell'enciclopedia Treccani). Volumi dedicati prevalentemente a tematiche d'arte e in edizioni pregiate, alcune inedite, spesso presentate nelle nostre sale dagli autori stessi.  Nata per soddisfare le esigenze di relax e formazione dei soci, la biblioteca oggi è un patrimonio cartaceo che offre ai privati ed ai ricercatori, anche internazionali, la possibilità di svolgere studi preziosi ed inedite indagini storiche.

## L'archivio storico
L'Archivio storico è la viva testimonianza della laboriosa attività culturale svolta da sempre. Nei registri delle delibere e nei fascicoli dei soci sono immortalate grandi firme di un nobile passato. Documenti cartacei e audio-visivi, testimonianze preziose di una florida attività culturale. Fra i numerosi documenti conservati, spicca uno spartito della Traviata autografata dal Maestro Giuseppe Verdi, datato 1856. Per il proprio indiscutibile valore, nel 2011, il ricco patrimonio documentale della nostra Associazione ha ricevuto dal Ministero dei Beni Culturali –Sovrintendenza Archivistica della Campania- la notifica di “Archivio di interesse storico particolarmente importante”.